# José Mesarina
José Manuel Mesarina Mayorga (Callao, 15 de noviembre de 1988) es un futbolista peruano. Juega de lateral derecho y su equipo actual es Cultural 13 de Enero que participa en la Copa Perú.

## Trayectoria
Debutó en Primera División el 20 de septiembre del 2007 jugando para Sporting Cristal. Aquel día, su equipo cayó derrotado por 1-2 frente a Alianza Lima, justamente el club donde realizó las divisiones menores.
Posteriormente, fichó por el José Gálvez de Chimbote para la temporada 2009. Al año siguiente, sus buenas actuaciones hicieron que el nuevo entrenador de la selección, Sergio Markarián, lo tenga en cuenta para sus primeras convocatorias. Sin embargo, en agosto de 2010 sufrió una grave lesión a la rodilla que lo mantuvo fuera de las canchas por varios meses.
En el 2017 ficha por Defensor La Bocana, en este club fue la máxima figura, incluso siendo capitán del equipo. Sin embargo, no pudo impedir el descenso del su equipo a Copa Perú.

## Selección nacional
Ha sido internacional con la Selección de fútbol sub-20 del Perú, con la que disputó el Campeonato Sudamericano Sub-20 de 2007 en Paraguay.

## Clubes
| Club                   | País | Año         |
| ---------------------- | ---- | ----------- |
| Alianza Lima           | Perú | 2007        |
| Sporting Cristal       | Perú | 2007 - 2008 |
| José Gálvez            | Perú | 2009 - 2010 |
| Alianza Lima           | Perú | 2011        |
| José Gálvez            | Perú | 2012 - 2013 |
| Defensor San Alejandro | Perú | 2014        |
| Alianza Atlético       | Perú | 2015        |
| Los Caimanes           | Perú | 2015 - 2016 |
| Defensor La Bocana     | Perú | 2017        |
| Cienciano              | Perú | 2018        |
| Deportivo Garcilaso    | Perú | 2019        |
| Los Ángeles Negros     | Perú | 2021        |
| Óscar Benavides        | Perú | 2022        |
| Cultural 13 de Enero   | Perú | 2023 -      |